# تطهير الجنان واللسان عن ثلب معاوية بن أبي سفيان
تطهير الجنان واللسان عن ثلب معاوية بن أبي سفيان للإمام أحمد بن حجر الهيتمي المكي (ت 974هـ) كتاب في الدفاع عن الصحابي معاوية بن أبي سفيان وذكر فضائله من وجهة نظر أهل السنة والجماعة.

## سبب تأليف الكتاب
يقول الإمام ابن حجر الهيتمي في مقدمة الكتاب:

## أقسام الكتاب
- مقدمة: في فضل الصحابة
- الفصل الأول: في إسلام معاوية
- الفصل الثاني: في فضائله ومناقبه
- الفصل الثالث: في الجواب عن أمور
- خاتمة: وفيها أمور متفرقة